# Pleiadi (poeti tragici)
Pleiadi (o Pleiade) è il nome dato a un gruppo di sette tragici alessandrini del III secolo a.C., che lavorarono alla corte di Tolomeo II Filadelfo.
Il loro nome deriva dalle sette stelle della costellazione delle Pleiadi.
Le liste contenenti i nomi dei grandi poeti dell'età alessandrina, tradizionalmente ascritte ad Aristofane di Bisanzio e Aristarco di Samotracia, riportano varie versioni sui sette nomi dei presunti autori.
I seguenti nomi sono sempre inclusi nella "Pleiade alessandrina":
- Alessandro Etolo
- Filico di Corcira
- Licofrone
- Omero di Bisanzio
- Sositeo di Alessandria nella Troade
- Eantide
- Sosifane di Siracusa

Solamente, in alcuni elenchi compaiono Eantide e Sosifane, sostituiti in altri elenchi da Dionisiade di Mallo e Eufronio di Chersoneso. A ogni modo, di tutta la produzione dei tragici alessandrini è rimasta soltanto l'Alessandra di Licofrone.